# ناحیه هوپ (شهرستان باری، میشیگان)
ناحیه هوپ (به انگلیسی: Hope Township) یک منطقهٔ مسکونی در ایالات متحده آمریکا است که در شهرستان بری، میشیگان واقع شده‌است.
 ناحیه هوپ ۹۳٫۵ کیلومتر مربع مساحت و ۳٬۲۳۹ نفر جمعیت دارد و ۲۹۷ متر بالاتر از سطح دریا واقع شده‌است.